# Carex striatula
Carex striatula är en halvgräsart som beskrevs av André Michaux. Carex striatula ingår i släktet starrar, och familjen halvgräs. Inga underarter finns listade i Catalogue of Life.